# Clitoria humilis
Clitoria humilis är en ärtväxtart som beskrevs av Joseph Nelson Rose. Clitoria humilis ingår i släktet Clitoria, och familjen ärtväxter. Inga underarter finns listade i Catalogue of Life.